# 메모리스트
《메모리스트》는 재후 작가가 의해 다음웹툰에서 매주 토요일에 연재했던 대한민국의 웹툰이다. 2016년 10월 22일부터 2017년 11월 28일에 완결되었다.

## 줄거리
기억을 읽는 초능력 형사 '동백'. 미스터리한 연쇄 살인사건을 맞닥뜨리다

## 등장 인물
- 동백 - 경찰관 형사
- 한선미 - 프로파일러
- 이신웅 - 경찰청 차장

## 에피소드
본 시리즈는 58화와 특별판을 구성되어 있다.
| 1화        | 2016년 10월 22일 | 2019년 7월 28일 | 동백 등장.   |
| 2화        | 2016년 10월 29일 | 2019년 7월 28일 |              |
| 3화        | 2016년 11월 5일  | 2019년 7월 28일 |              |
| 4화        | 2016년 11월 12일 | 2019년 7월 28일 |              |
| 5화        | 2016년 11월 19일 | 2019년 7월 28일 |              |
| 6화        | 2016년 11월 26일 | 2019년 7월 28일 | 한선미 등장. |
| 7화        | 2016년 12월 3일  | 2019년 7월 28일 |              |
| 8화        | 2016년 12월 10일 | 2019년 7월 28일 |              |
| 9화        | 2016년 12월 17일 | 2019년 7월 28일 |              |
| 10화       | 2016년 12월 24일 | 2019년 7월 28일 |              |
| 11화       | 2016년 12월 31일 | 2019년 7월 28일 |              |
| 12화       | 2017년 1월 7일   | 2019년 7월 28일 |              |
| 13화       | 2017년 1월 14일  | 2019년 7월 28일 |              |
| 14화       | 2017년 1월 21일  | 2019년 7월 28일 |              |
| 15화       | 2017년 1월 28일  | 2019년 7월 28일 |              |
| 16화       | 2017년 2월 4일   | 2019년 7월 28일 |              |
| 17화       | 2017년 2월 11일  | 2019년 7월 28일 |              |
| 18화       | 2017년 2월 18일  | 2019년 7월 28일 |              |
| 19화       | 2017년 2월 25일  | 2019년 7월 28일 |              |
| 20화       | 2017년 3월 4일   | 2019년 7월 28일 |              |
| 21화       | 2017년 3월 11일  | 2019년 7월 28일 |              |
| 22화       | 2017년 3월 18일  | 2019년 7월 28일 |              |
| 23화       | 2017년 3월 25일  | 2019년 7월 28일 |              |
| 24화       | 2017년 4월 1일   | 2019년 7월 28일 |              |
| 25화       | 2017년 4월 8일   | 2019년 7월 28일 |              |
| 26화       | 2017년 4월 15일  | 2019년 7월 28일 |              |
| 27화       | 2017년 4월 22일  | 2019년 7월 28일 |              |
| 28화       | 2017년 4월 29일  | 2019년 7월 28일 |              |
| 29화       | 2017년 5월 6일   | 2019년 7월 28일 |              |
| 30화       | 2017년 5월 13일  | 2019년 7월 28일 |              |
| 31화       | 2017년 5월 20일  | 2019년 7월 28일 |              |
| 32화       | 2017년 5월 27일  | 2019년 7월 28일 |              |
| 33화       | 2017년 6월 3일   | 2019년 7월 28일 |              |
| 34화       | 2017년 6월 10일  | 2019년 7월 28일 |              |
| 35화       | 2017년 6월 17일  | 2019년 7월 28일 |              |
| 36화       | 2017년 6월 24일  | 2019년 7월 28일 |              |
| 37화       | 2017년 7월 1일   | 2019년 7월 28일 |              |
| 38화       | 2017년 7월 8일   | 2019년 7월 28일 |              |
| 39화       | 2017년 7월 15일  | 2019년 7월 28일 |              |
| 40화       | 2017년 7월 22일  | 2019년 7월 28일 |              |
| 41화       | 2017년 7월 29일  | 2019년 7월 28일 |              |
| 42화       | 2017년 8월 5일   | 2019년 7월 28일 |              |
| 43화       | 2017년 8월 12일  | 2019년 7월 28일 |              |
| 44화       | 2017년 8월 19일  | 2019년 7월 28일 |              |
| 45화       | 2017년 8월 26일  | 2019년 7월 28일 |              |
| 46화       | 2017년 9월 2일   | 2019년 7월 28일 |              |
| 47화       | 2017년 9월 9일   | 2019년 7월 28일 |              |
| 48화       | 2017년 9월 16일  | 2019년 7월 28일 |              |
| 49화       | 2017년 9월 23일  | 2019년 7월 28일 |              |
| 50화       | 2017년 9월 30일  | 2019년 7월 28일 |              |
| 51화       | 2017년 10월 7일  | 2019년 7월 28일 |              |
| 52화       | 2017년 10월 14일 | 2019년 7월 28일 |              |
| 53화       | 2017년 10월 21일 | 2019년 7월 28일 |              |
| 54화       | 2017년 10월 28일 | 2019년 7월 28일 |              |
| 55화       | 2017년 11월 4일  | 2019년 7월 28일 |              |
| 56화       | 2017년 11월 11일 | 2019년 7월 28일 |              |
| 57화       | 2017년 11월 18일 | 2019년 7월 28일 |              |
| 58화       | 2017년 11월 25일 | 2019년 7월 28일 |              |
| 특별판 1화 | 2020년 3월 9일   | 빈칸            |              |
| 특별판 2화 | 2020년 3월 16일  | 빈칸            |              |
| 특별판 3화 | 2020년 3월 23일  | 빈칸            |              |
| 특별판 4화 | 2020년 3월 30일  | 빈칸            |              |
| 특별판 5화 | 2020년 4월 6일   | 빈칸            |              |

- 이 폰트는 산돌구름을 삽입되었다.

## 단행본
더오리진에서 나온 《메모리스트》의 단행본은 6권으로 편집되어 나왔다.
- 《메모리스트》 1권 ISBN 9788950986483
- 《메모리스트》 2권 ISBN 9788950986490
- 《메모리스트》 3권 ISBN 9788950986506
- 《메모리스트》 4권 ISBN 9788950986513
- 《메모리스트》 5권 ISBN 9788950986520
- 《메모리스트》 6권 ISBN 9788950986537

## 가공의 등장물

### 관련 정보
- 서울지방경찰청
- 오늘은 - KBC 창사 30주년 다큐멘터리.

### 주요 사건
- 2015년 12월 영중그룹 2세 신영호 살해 사건
- 2015년 12월 XX대학교 심리학 교수 강의실 살해 사건

## 드라마화
- tvN 《메모리스트》 (실사판, 2020년)

## 참고 사항
- 이 만화는 픽션이며, 등장하는 사물 등의 실제와 관련 없음을 밝히고, 가공의 창작한 것입니다.